# Mád
Mád község Borsod-Abaúj-Zemplén vármegyében, a Szerencsi járásban.

## Fekvése
A Tokaji borvidék központi részén terül el, a vármegye székhelyétől, Miskolctól mintegy 44 kilométerre keletre.
A közvetlen szomszédos települések: észak felől Erdőbénye, északkelet felől Bodrogkisfalud, kelet felől Bodrogkeresztúr, dél felől Mezőzombor, délnyugat felől Szerencs, északnyugat felől pedig Rátka és Tállya.
A térség fontosabb települései közül Mezőzombor és Rátka 5-5, Tállya 7 kilométerre fekszik; a legközelebbi város a 10 kilométerre lévő Szerencs.

### Megközelítése
Legfontosabb közúti megközelítési útvonala a 39-es főút, ezen érhető el Tokaj térsége és Encs felől is.
A hazai vasútvonalak közül a települést a Szerencs–Hidasnémeti-vasútvonal érinti, melynek egy megállási pontja van itt. Mád vasútállomás a belterület délnyugati szélén helyezkedik el, közúti elérését a 39-es főútból kiágazó 37 308-as számú mellékút biztosítja.

## Története
A terület az őskor óta lakott, bronzkori edénymaradványait a budapesti Magyar Nemzeti Múzeum őrzi. Az i. sz. 400. év környékéről már szőlőtermesztésre utaló leletek is előkerültek.
A település a 13. században már létezett. Már a legrégebbi oklevelekben is mezővárosként említik. A 15. században a tokaji várhoz tartozott, majd a regéci várhoz. 1541-ben a tállyai uradalom részeként említik.
1567-ben a törökök felégették a falut, de ismét felépült, a 16. század végére Zemplén vármegye hetedik legnépesebb települése lett. 1627-ben már vásártartási joga is volt. 1637-ben a törökök újra felégették. Védekezésül a falusiak megerősítették a templomot.
1645-ben pestisjárvány pusztított a faluban, 1694-ben pedig sáskajárás sújtotta a mádiakat. Ezt 1695-ben egy jégeső követte. A sok csapás után a település újra fejlődésnek indult. II. Rákóczi Ferenc és nővére, Rákóczi Julianna 1700-ban megvásárolta a települést. Maga a fejedelem is gyakran járt Mádon, különösen szüret idején. Mád ekkor már híres bortermelő helynek számított, még Thököly Imre is hazaengedte katonáit szüretre.
1739-ben újabb pestisjárvány sújtotta a falut. A Napóleon elleni háborúk idején a tokaj-hegyaljai hadak Mádnál gyülekeztek. A század végére a település elszegényedett, főként az adók és a rossz időjárás miatt.
1795-ben építették a barokk stílusú mádi zsinagógát. Európában a mádi zsinagógán kívül hasonló stílusú csak egy van. Az átépítése során a barokk és copf építészeti stílus keveredése jött létre, ettől vált egyedivé és Magyarország egyik legszebb zsinagógájává. A zsinagóga mellett épült rabbiház teljes felújítása 2006-ban kezdődött el.
19. század első felében ismét járványok pusztítottak.
Az 1848-49-es szabadságharc során sok mádi vesztette életét, köztük a tizenöt éves Koroknay Dániel, a szabadságharc gyermek-hőse. Nevét ma a mádi általános iskola viseli.
- 1904-ben bevezették az áramot a településre.
- 1909-ben érte el a vasút a települést.
- 2004-ben fejeződött be a zsinagóga teljes restaurálása. Europa Nostra-díjat kapott.
- 2005 félmilliárdos kárral járó árvíz

## Közélete

### Polgármesterei
- 1990–1994: Kubus János (független)[4]
- 1994–1998: Kubus János (független)[5]
- 1998–2002: Ifj. Kubus János (Zempléni Településszövetség)[6]
- 2002–2006: Galambosi Imre (független)[7]
- 2006–2010: Galambosi Imre (független)[8]
- 2010–2014: Tatárka József (független)[9]
- 2014–2019: Tatárka József (független)[10]
- 2019–2024: Tatárka József (független)[11]
- 2024– : Dubóczki Dorina (független)[1]

## Népesség
A település népességének változása:
| Lakosok száma | 2290 | 2260 | 2217 | 2013 | 1853 | 1840 | 1814 |
|               | 2013 | 2014 | 2015 | 2021 | 2022 | 2023 | 2024 |

2001-ben a település lakosságának 98%-a magyar, 2%-a cigány nemzetiségűnek vallotta magát.
A 2011-es népszámlálás során a lakosok 87,8%-a magyarnak, 2,2% cigánynak, 0,3% németnek, 0,2% szlováknak mondta magát (12,2% nem nyilatkozott; a kettős identitások miatt a végösszeg nagyobb lehet 100%-nál). A vallási megoszlás a következő volt: római katolikus 61%, református 18,4%, görögkatolikus 2,8%, felekezeten kívüli 1,6% (16% nem válaszolt).
2022-ben a lakosság 92,3%-a vallotta magát magyarnak, 1,8% cigánynak, 0,3% németnek, 0,2% románnak, 0,1-0,1% ukránnak, szlovénnek, szerbnek és horvátnak, 2% egyéb, nem hazai nemzetiségűnek (7,7% nem nyilatkozott; a kettős identitások miatt a végösszeg nagyobb lehet 100%-nál). Vallásuk szerint 45,3% volt római katolikus, 19% református, 2,7% görög katolikus, 0,5% egyéb keresztény, 0,1% izraelita, 3,5% felekezeten kívüli (28,2% nem válaszolt).

## Látnivalók
A tokaji borvidék részeként világörökségi helyszín.
- Malonyay-ház
- Máriássy-ház: Mád leggazdagabb földbirtokos családjának 18.századi földszintes lakóháza
- Rákóczi-Aspremont kastély
- Hegyalja Takarékpénztár épülete
- Europa Nostra-díjas műemlék zsinagóga
- Római katolikus templom
- Református templom
- Kápolna
- Borospincék
- Csodarabbik Útja Kiállítás
- Hello Wood- iMádlak Kilátó

## Képgaléria

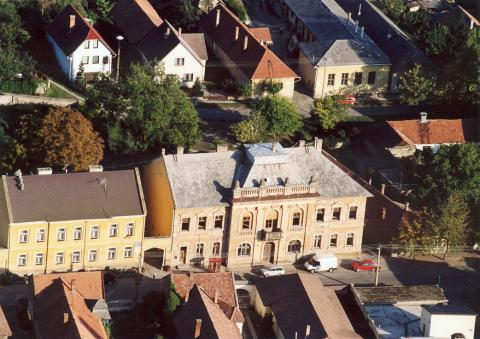
Mád légifotója
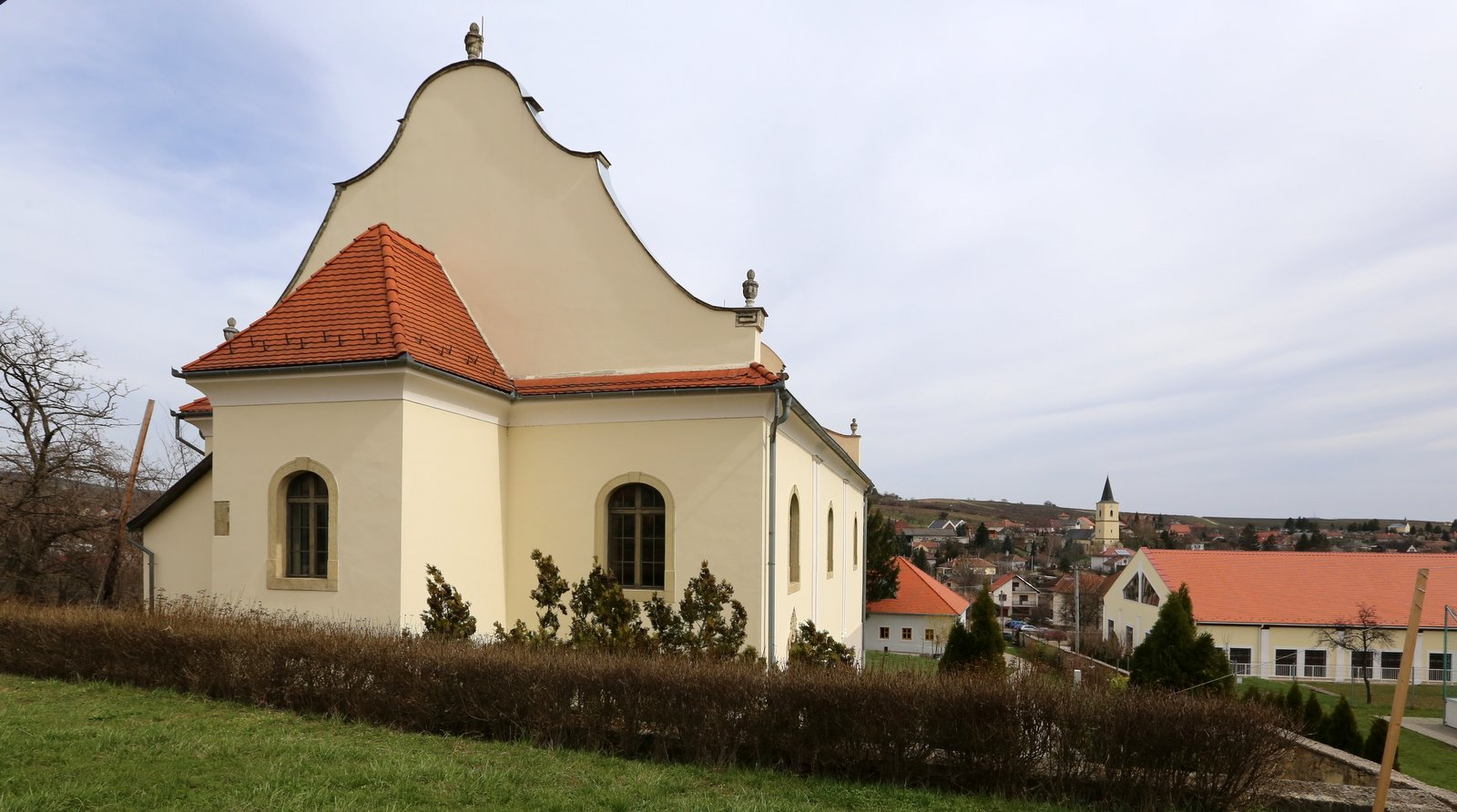
Zsinagóga, tőle jobbra a katolikus templom
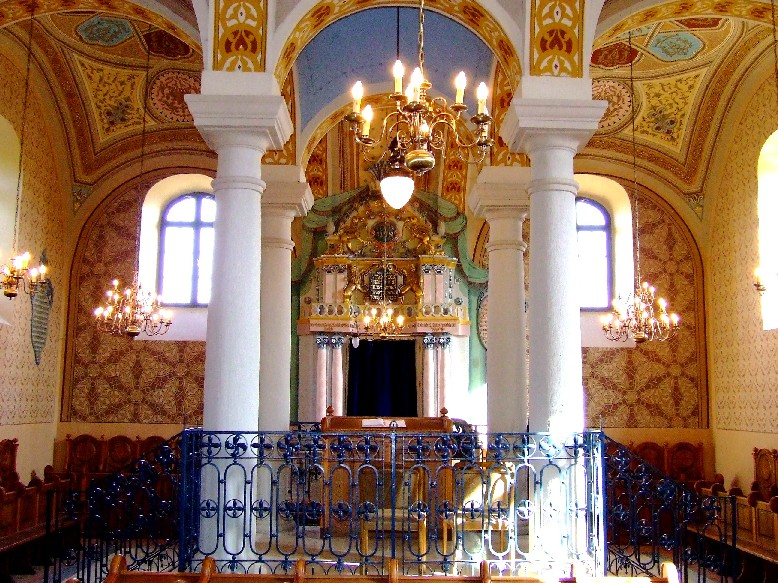
Zsinagóga belső
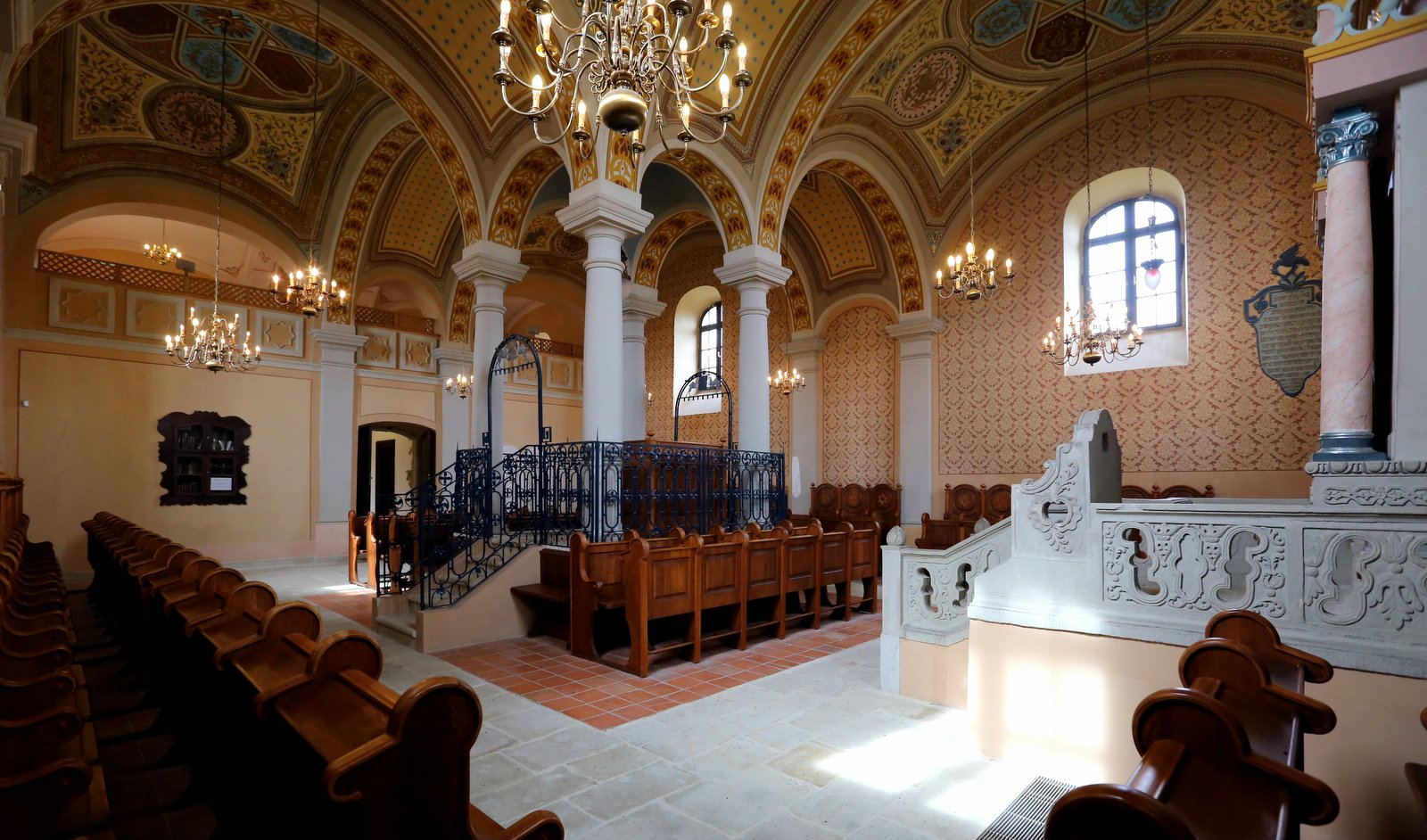
Zsinagóga
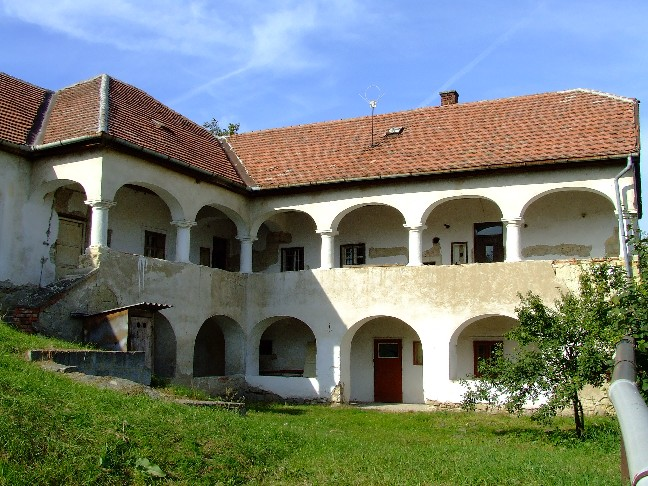
Rabbiképző iskola (2007)
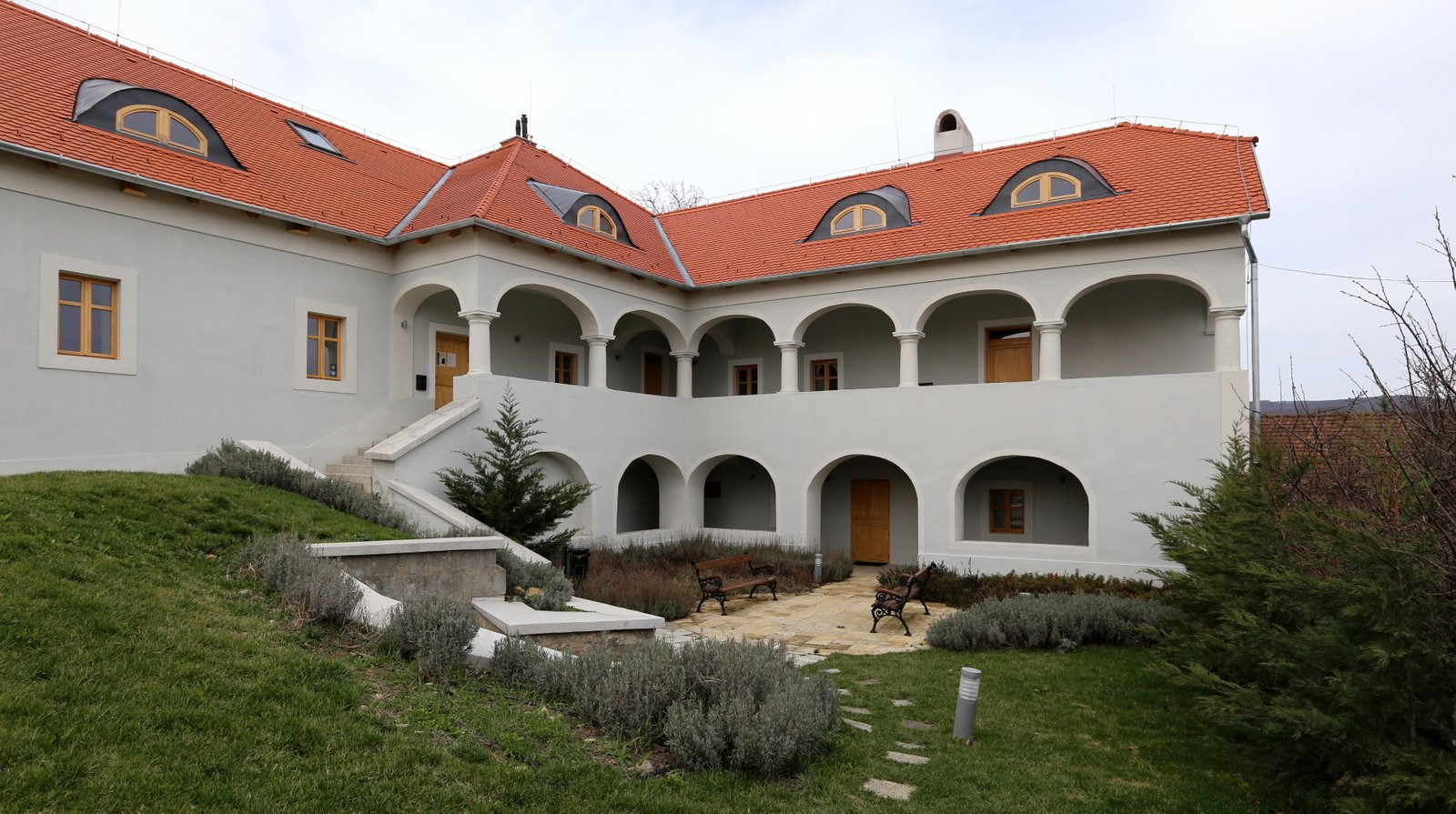
Rabbiház (2018)
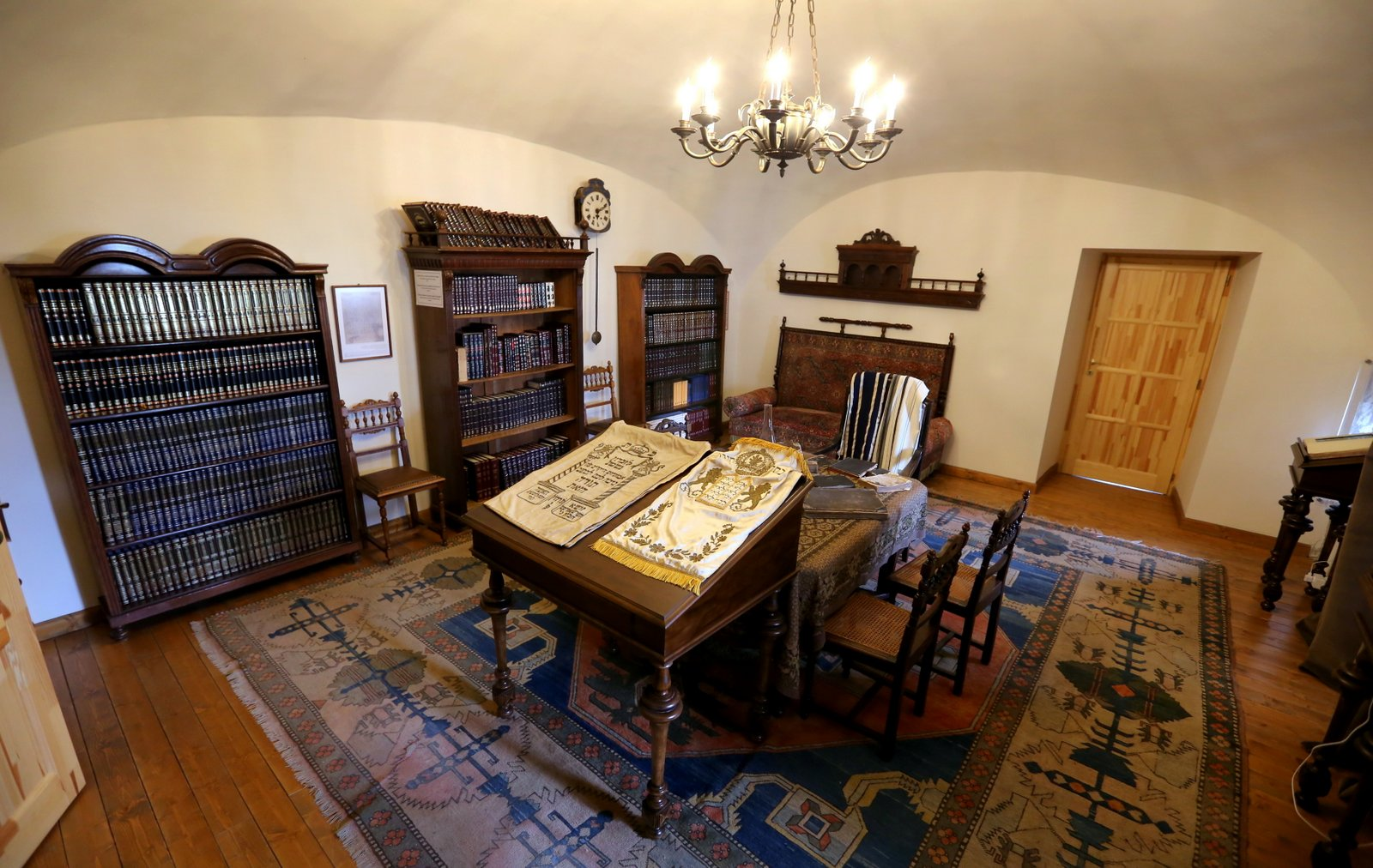
Rabbiház
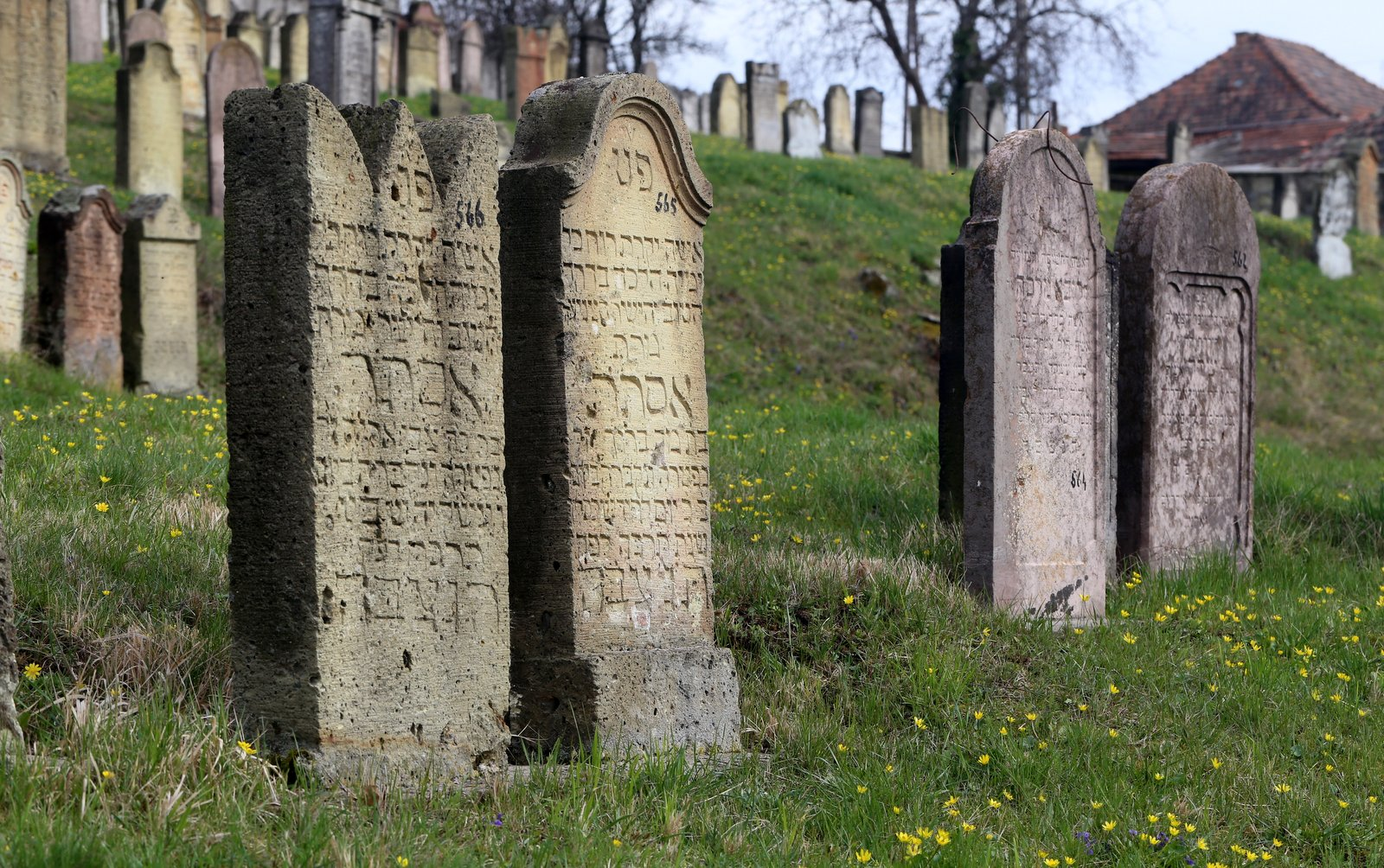
Sírok a zsidó temetőben
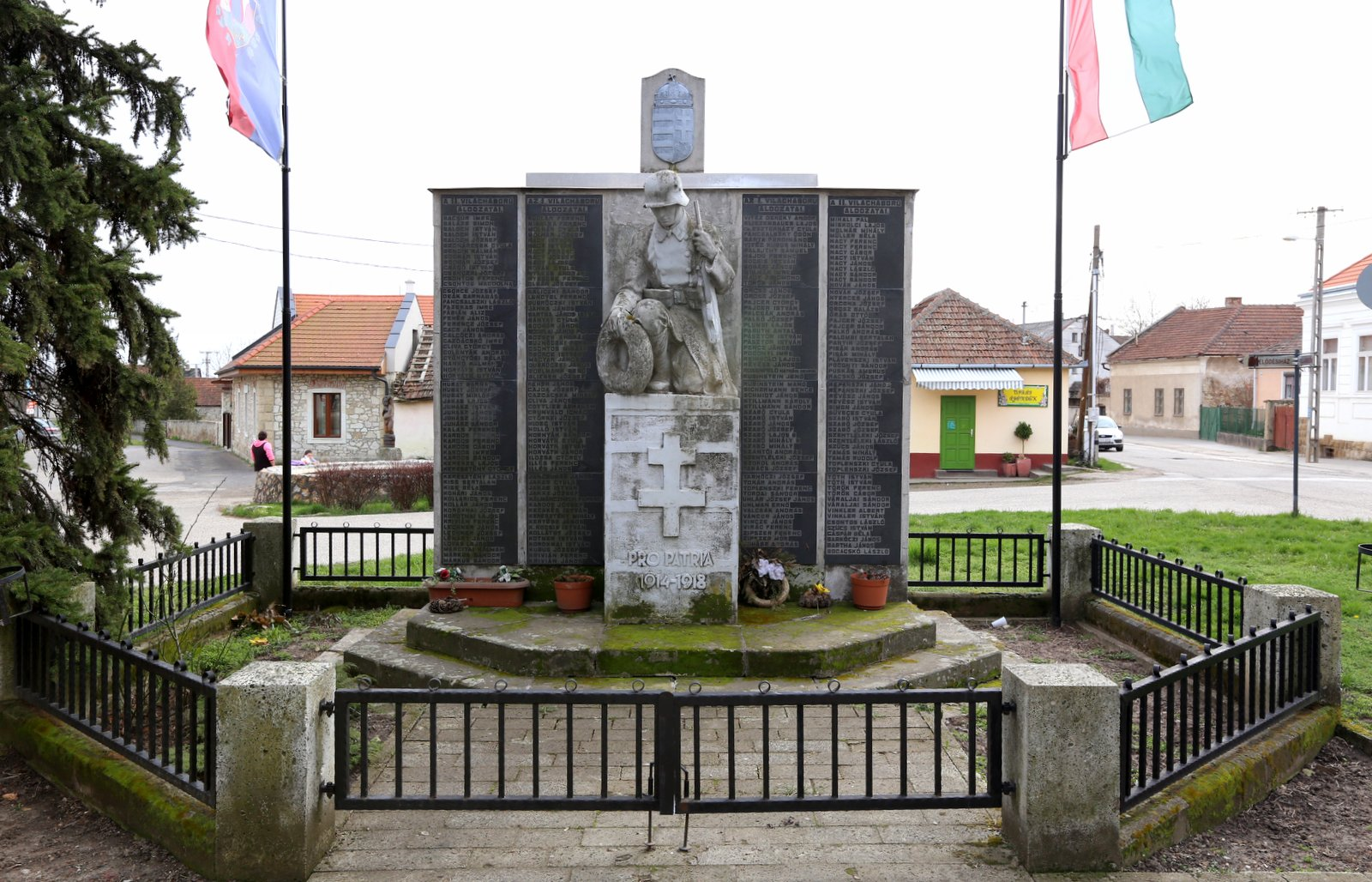
Világháborús emlékmű
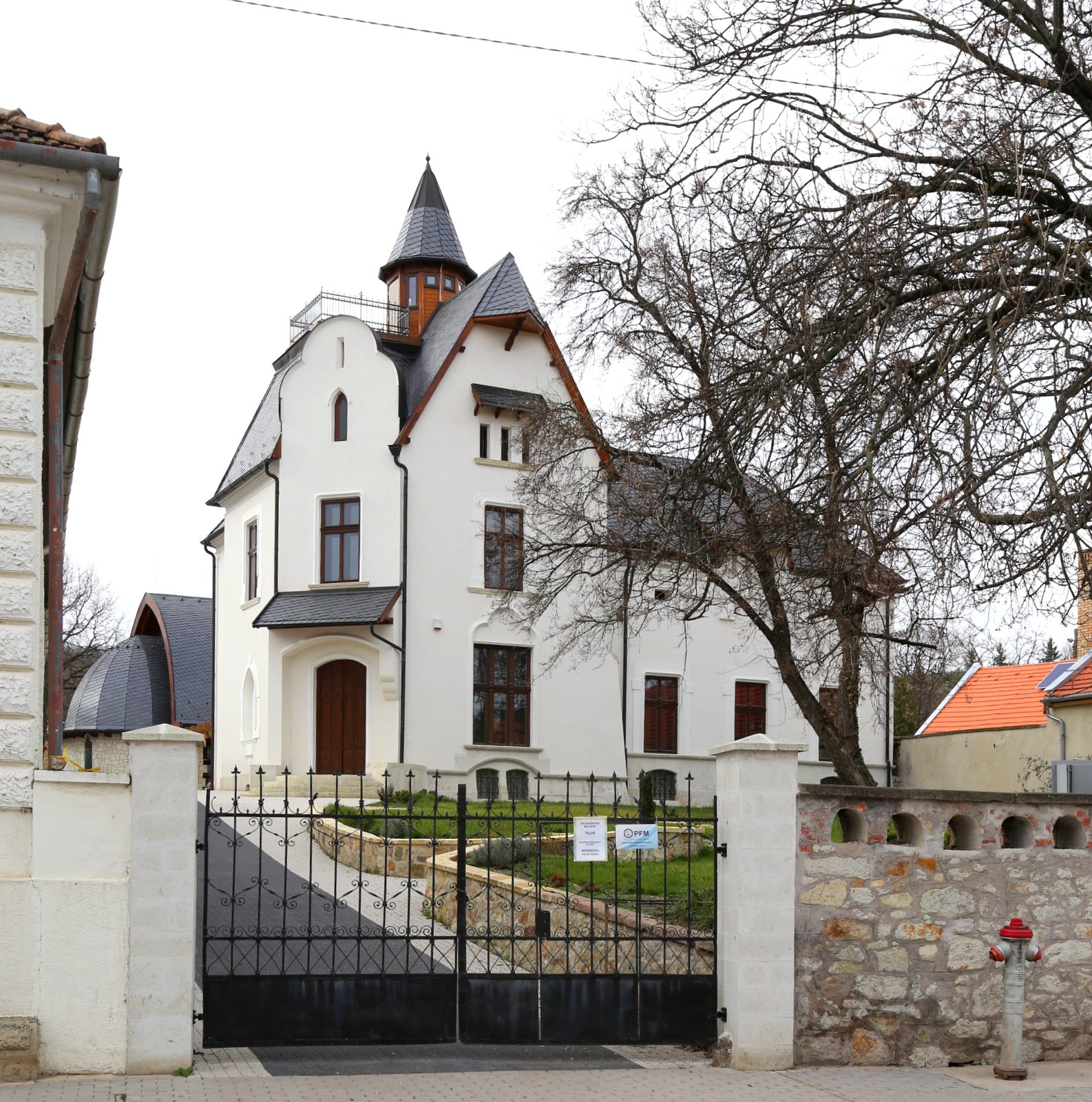
Az egykori Borsay-kastély (Rákóczi u. 37.)
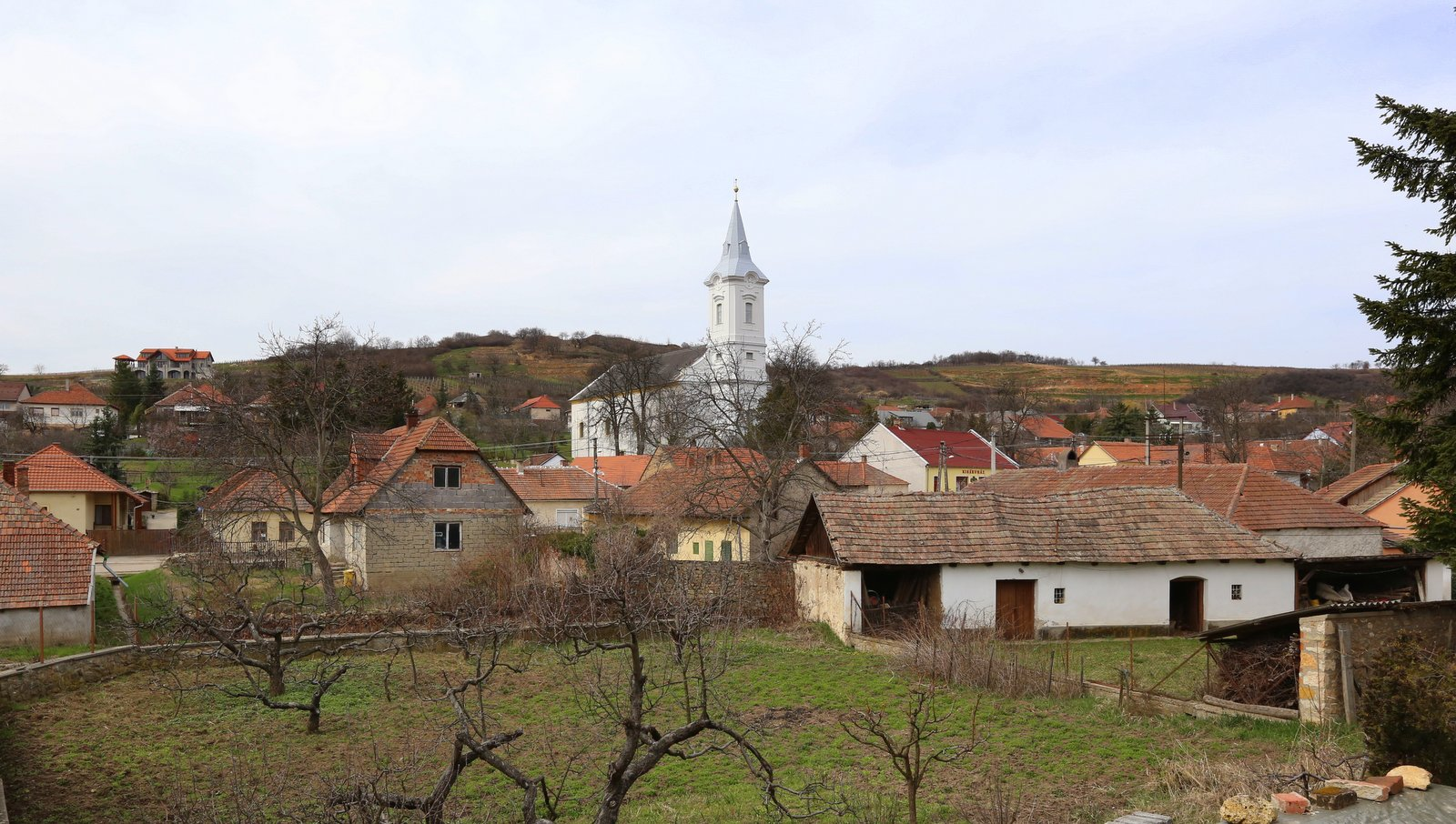
A református templom
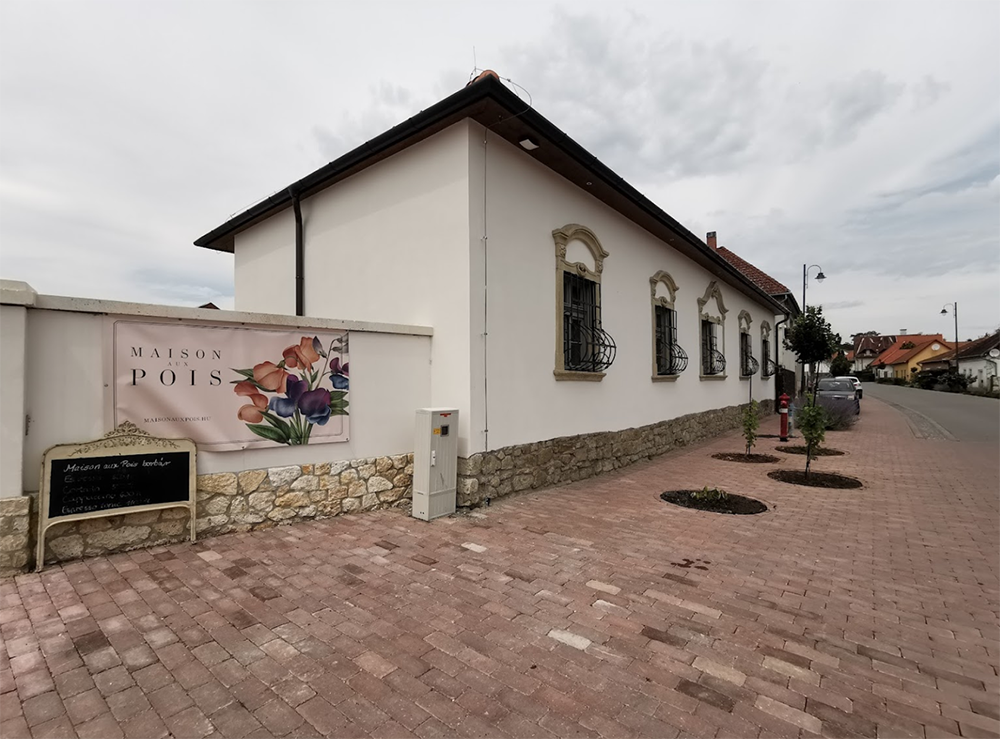
Máriássy-ház, a 18.században épült

## Híres mádiak
- Palugyay Imre jogtörténész, a Magyar Tudományos Akadémia levelező tagja.
- Lőwy Sándor munkásmozgalmár, a KMP KB-jának tagja.